# Dvulikiaspis
Dvulikiaspis é um gênero da ordem Chasmataspidida [en], um grupo de artrópodes aquáticos extintos. Fósseis da única espécie-tipo, D. menneri, foram descobertos em depósitos do início do Devoniano (Lochkoviano) na região do krai de Krasnoiarsk, Sibéria, Rússia. O nome do gênero é composto pela palavra russa двуликий (dvulikij), que significa "duas faces", e pela palavra grega antiga ἀσπίς (áspide), que significa "escudo". O nome da espécie homenageia o descobridor do holótipo de Dvulikiaspis, Vladimir Vasilyevich Menner.
Seu cefalotórax (cabeça) era subquadrado (quase quadrado) a parabólico (quase em forma de U), com olhos compostos reniformes (em forma de feijão) a subovais (quase ovais) e cercado por uma borda marginal. O abdômen era composto por um "escudo" fundido e um pós-abdômen que ocupava a maior parte do comprimento do corpo, enquanto o télson (a divisão mais posterior do corpo) era pequeno e semicircular. Os apêndices (membros) eram uniformes. O sexto e último par deles tinha forma de remo e estava posicionado à frente do meio do cefalotórax. O maior espécime media 2,64 cm de comprimento.
O primeiro fóssil foi descrito em 1959 como uma nova espécie do euriptérido Stylonurus, enquanto outros dois foram descobertos em 1974. Somente em 2014 D. menneri foi reconhecido como um gênero de Chasmataspidida, sendo classificado na família Diploaspididae. Contudo, Dvulikiaspis era semelhante a Loganamaraspis e, especialmente, a Hoplitaspis [en], com os quais poderia formar uma nova família distinta de Chasmataspidida.

## Descrição

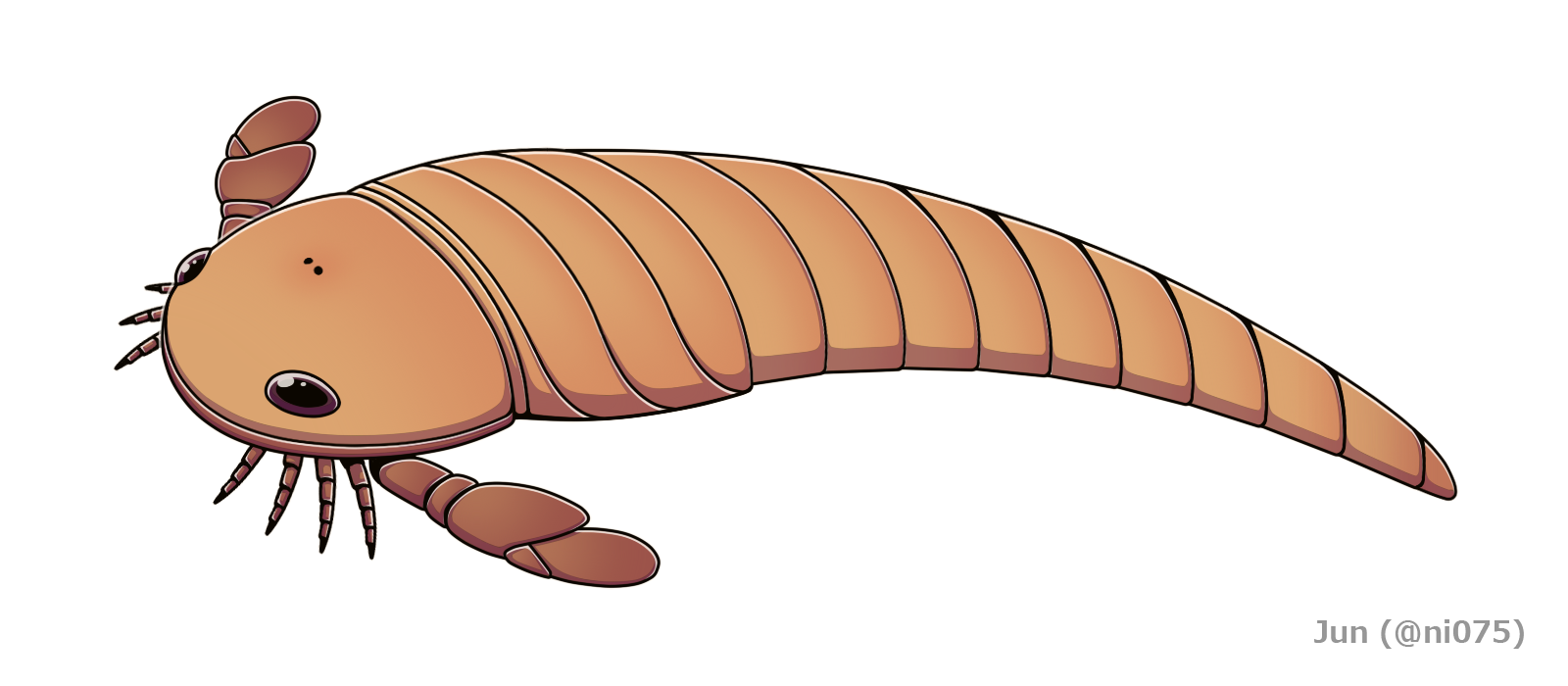
Paleoarte de D. menneri.

Como outros membros da ordem Chasmataspidida, D. menneri era um artrópode pequeno. O maior espécime, PIN 5116/1, atingia um comprimento total de 2,64 cm. Esse tamanho é, no entanto, notável entre os membros da família Diploaspididae.
O cefalotórax (cabeça) era subquadrado (quase quadrado) a parabólico (quase em forma de U), com uma carapaça (placa dorsal do cefalotórax) bastante abaulada, arredondada anteriormente e lateralmente, e plana medialmente e posteriormente. Era cercado por uma borda marginal que se afinava para trás nas laterais. O maior cefalotórax preservado tinha 0,5 cm de comprimento. Os olhos compostos eram grandes, reniformes (em forma de feijão) a subovais (quase ovais), posicionados entre as laterais e o meio da carapaça. Os ocelos (órgãos sensoriais simples semelhantes a olhos) estavam localizados no centro do cefalotórax.
Como em outros membros da ordem Chasmataspidida, seu opistossoma (abdômen) era composto por um pré-abdômen (segmentos 1 a 4) e um pós-abdômen (segmentos 5 a 13), em Dvulikiaspis com diferenciação de primeira ordem muito sutil (ou seja, ambas as partes pouco separadas uma da outra). Os segmentos, em geral, eram retângulos largos com bordas quase retas, estreitando-se ligeiramente para trás. O microtergito (o primeiro tergito curto, metade dorsal do segmento) se ajustava à margem posterior do cefalotórax. Os segmentos 2 a 4 eram fundidos em um "escudo" pouco expresso, retangular largo com bordas laterais arredondadas e ombros angulados estreitos (extensões anterolaterais do escudo). No pós-abdômen, os segmentos 11 a 13 eram um pouco mais longos que os anteriores. Cada tergito possuía uma superfície articular (articulação) na frente, interpretada como representando membranas artrodiais (articulações planas), que eram uma faceta lisa e achatada, com uma leve crista posterior. Essas articulações são idênticas às dos euriptéridos e aracnídeos, sendo consideradas homólogas. O télson (a divisão mais posterior do corpo) era pequeno e semicircular, medindo 0,09 cm de comprimento.
Os apêndices (membros) eram quase paralelos e de comprimento semelhante, sendo uniformes e pediformes (semelhantes a pés). Havia um pequeno aumento progressivo no comprimento até o quinto par, que era marginalmente mais curto. Os podômeros (segmentos dos apêndices) eram diferenciados por uma linha reta e se estreitavam em direção à extremidade distal. O segundo e terceiro pares de apêndices tinham cinco podômeros distais (podômeros que não estavam sob o cefalotórax), enquanto o quarto e quinto tinham quatro. O sexto e último par de apêndices de Dvulikiaspis está entre os mais conhecidos em Chasmataspidida. Eles eram modificados em um "remo" localizado à frente da seção média do cefalotórax. Embora apenas cinco podômeros sejam conhecidos, é possível que o sexto apêndice de Dvulikiaspis tivesse oito. As quelíceras (primeiro par de apêndices) não são conhecidas.

## História da pesquisa

Comparação de tamanho de D. menneri

Dvulikiaspis foi originalmente descrito em 1959 como uma espécie do gênero Stylonurus, S. menneri, com base em um único espécime quase completo, PIN 1271/2 (hospedado no Instituto Paleontológico da Academia Russa de Ciências, Moscou). Foi encontrado em depósitos perto do rio Imangda, no sudoeste da península de Taimir, próximo a Norilsk, krai de Krasnoiarsk (Rússia, então União Soviética). O nome específico menneri homenageia o paleontólogo e geólogo russo Vladimir Vasilyevich Menner, que descobriu o fóssil em 1956. Ele o enviou ao paleontólogo russo Nestor Ivanovich Novozhilov [en], que erigiu a espécie. Até hoje, sua descrição é considerada imprecisa, incompleta e baseada apenas no material melhor preservado. Novojilov relatou a presença de tubérculos pareados no centro dos segundo e quarto a sexto tergitos de S. menneri, comparando essa nova espécie com o euriptérido escocês Lamontopterus knoxae [en] (até então também parte de Stylonurus).
Com base nesses tubérculos, Novojilov mais tarde atribuiu S. menneri ao gênero euriptérido Tylopterella, com o qual compartilhava essa característica. No entanto, a presença dos tubérculos pareados no holótipo era duvidosa. Dois novos espécimes, PIN 5116/1 (um opistossoma quase completo) e PIN 5116/3 (um fóssil dorsal mal preservado), foram encontrados em 1974 em uma expedição por Yu. N. Mokrousov, mas não foram descritos. Eles foram encontrados na formação Zub Superior-formação Kureika Inferior, krai de Krasnoiarsk. Em 2011, o geólogo e paleobiólogo britânico James C. Lamsdell observou que, pela presença de um sexto apêndice em forma de remo, um escudo fundido de três segmentos e um pós-abdômen de nove segmentos, T. menneri poderia, de fato, representar um membro da ordem Chasmataspidida, questionando a posição de T. menneri em Tylopterella e Eurypterida.
Em 2014, os paleontólogos David J. Marshall, Lamsdell, Evgeniy S. Shpinev e Simon J. Braddy reconheceram T. menneri como um novo gênero de Chasmataspidida devido ao tamanho de seu corpo e à posição dos apêndices do cefalotórax, especialmente o sexto apêndice na metade anterior do cefalotórax. Eles também descreveram os dois espécimes coletados em 1974, determinando que todo o material conhecido desse gênero estava sujeito a distorção tafonômica (ou seja, defeitos resultantes da fossilização do organismo). Eles o nomearam Dvulikiaspis, que é composto pela palavra russa двуликий (dvulikij, "duas faces", referindo-se à identificação errônea de longa data de D. menneri) e o sufixo grego antigo ἀσπίς ("áspide", "escudo"), traduzido como "escudo de duas faces". Eles também notaram que características como as bordas dos segmentos quase retas eram compartilhadas com outro membro da ordem Chasmataspidida, Loganamaraspis, embora este último provavelmente não tivesse um sexto apêndice em forma de remo.

## Classificação

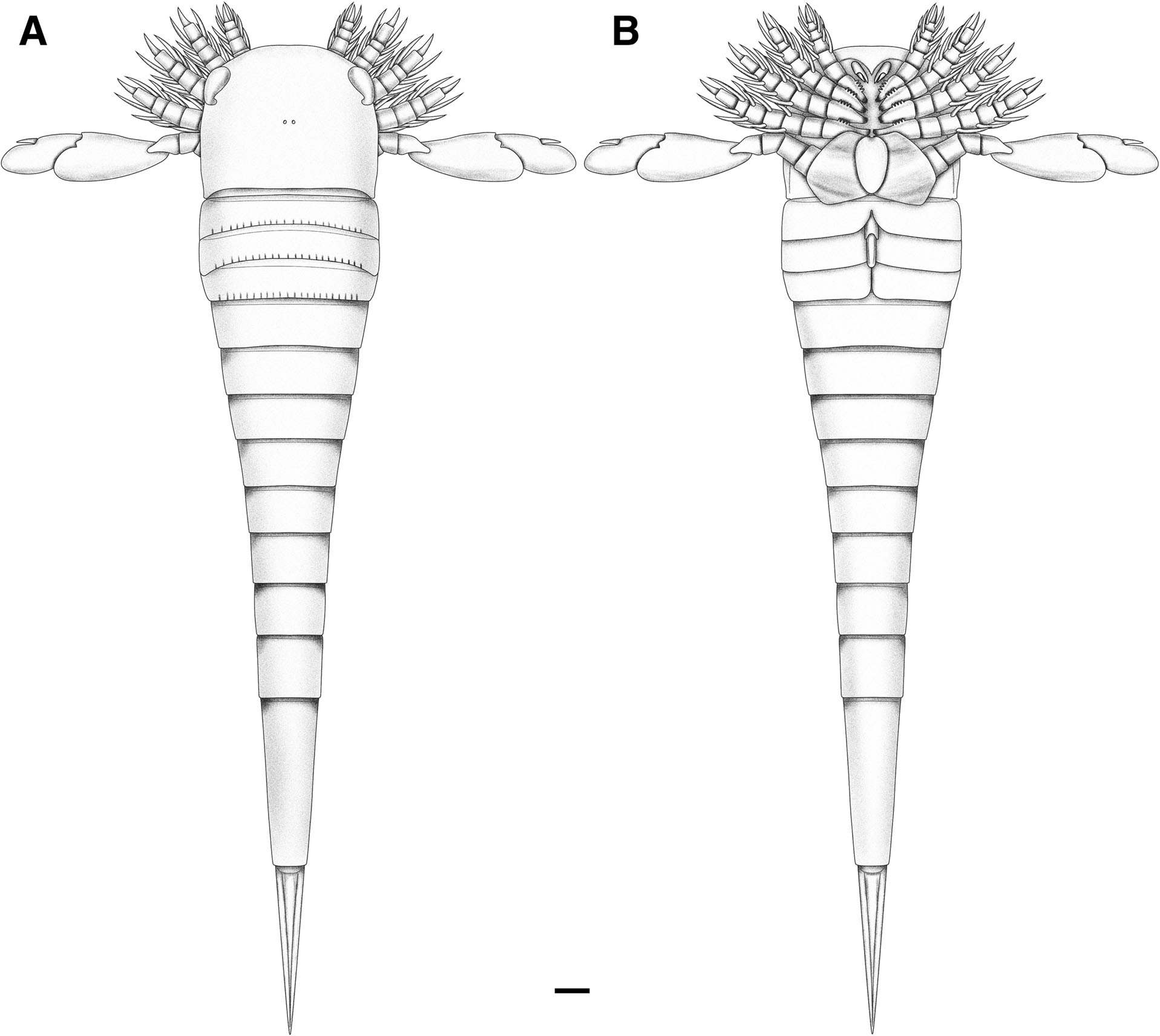
Restauração do casmastaspidídeo relacionado Hoplitaspis hiawathai

Dvulikiaspis é classificado como parte da família Diploaspididae, uma das duas famílias na ordem Chasmataspidida. Inclui apenas uma espécie, D. menneri, do início do Devoniano da Sibéria, Rússia.
D. menneri foi originalmente reconhecido como uma espécie de Stylonurus em 1959, sendo transferido para Tylopterella em 1962 devido à suposta presença de tubérculos pareados nos tergitos. Ambas as conclusões, feitas por Novojilov, foram criticadas. Lamsdell já havia comentado em 2011 a possibilidade de que D. menneri pudesse representar um membro de Chasmataspidida. Isso foi demonstrado em 2014, quando foi redescrito como um novo gênero de Chasmataspidida e removido de Eurypterida, destacando sua distinção com outros membros da família Diploaspididae e sugerindo uma relação com Loganamaraspis. Em 2019, durante a descrição do novo membro de Chasmataspidida do Ordoviciano, Hoplitaspis hiawathai, foi sugerido que Dvulikiaspis, Hoplitaspis e Loganamaraspis poderiam representar uma nova família separada de Diploaspididae. Esses gêneros compartilham a proporcionalidade do corpo (o pós-abdômen compreende a maior parte do comprimento do corpo), um escudo pouco diferenciado e um remo projetando-se à frente do meio do cefalotórax, embora isso não seja certo em Loganamaraspis. No entanto, a criação de uma nova família não foi considerada apropriada no momento, e todos os três gêneros permanecem em Diploaspididae, que está pendente de uma revisão mais extensa.
O cladograma abaixo é baseado em um estudo maior (simplificado para mostrar apenas membros de Chasmataspidida) de 2015 realizado pelos paleontólogos Paul A. Selden, Lamsdell e Liu Qi, expandido para incluir a espécie Diploaspis praecursor, descrita em 2017. Ele apresenta as relações filogenéticas dentro de Chasmataspidida.

|  | Octoberaspis ushakovi |
|  |                       |
|  | Heteroaspis stoermeri |
|  |                       |

|  | Diploaspis praecursor                                                      |
|  |                                                                            |
|  | \| \| Diploaspis muelleri \| \| \| \| \| \| Diploaspis casteri \| \| \| \| |
|  |                                                                            |
|  | Diploaspis muelleri                                                        |
|  |                                                                            |
|  | Diploaspis casteri                                                         |
|  |                                                                            |

|  | Diploaspis muelleri |
|  |                     |
|  | Diploaspis casteri  |
|  |                     |

|  | Octoberaspis ushakovi |
|  |                       |
|  | Heteroaspis stoermeri |
|  |                       |

|  | Diploaspis praecursor                                                      |
|  |                                                                            |
|  | \| \| Diploaspis muelleri \| \| \| \| \| \| Diploaspis casteri \| \| \| \| |
|  |                                                                            |
|  | Diploaspis muelleri                                                        |
|  |                                                                            |
|  | Diploaspis casteri                                                         |
|  |                                                                            |

|  | Diploaspis muelleri |
|  |                     |
|  | Diploaspis casteri  |
|  |                     |

|  | Octoberaspis ushakovi |
|  |                       |
|  | Heteroaspis stoermeri |
|  |                       |

|  | Diploaspis praecursor                                                      |
|  |                                                                            |
|  | \| \| Diploaspis muelleri \| \| \| \| \| \| Diploaspis casteri \| \| \| \| |
|  |                                                                            |
|  | Diploaspis muelleri                                                        |
|  |                                                                            |
|  | Diploaspis casteri                                                         |
|  |                                                                            |

|  | Diploaspis muelleri |
|  |                     |
|  | Diploaspis casteri  |
|  |                     |

|  | Octoberaspis ushakovi |
|  |                       |
|  | Heteroaspis stoermeri |
|  |                       |

|  | Diploaspis praecursor                                                      |
|  |                                                                            |
|  | \| \| Diploaspis muelleri \| \| \| \| \| \| Diploaspis casteri \| \| \| \| |
|  |                                                                            |
|  | Diploaspis muelleri                                                        |
|  |                                                                            |
|  | Diploaspis casteri                                                         |
|  |                                                                            |

|  | Diploaspis muelleri |
|  |                     |
|  | Diploaspis casteri  |
|  |                     |

|  | Octoberaspis ushakovi |
|  |                       |
|  | Heteroaspis stoermeri |
|  |                       |

|  | Diploaspis praecursor                                                      |
|  |                                                                            |
|  | \| \| Diploaspis muelleri \| \| \| \| \| \| Diploaspis casteri \| \| \| \| |
|  |                                                                            |
|  | Diploaspis muelleri                                                        |
|  |                                                                            |
|  | Diploaspis casteri                                                         |
|  |                                                                            |

|  | Diploaspis muelleri |
|  |                     |
|  | Diploaspis casteri  |
|  |                     |

|  | Octoberaspis ushakovi |
|  |                       |
|  | Heteroaspis stoermeri |
|  |                       |

|  | Diploaspis praecursor                                                      |
|  |                                                                            |
|  | \| \| Diploaspis muelleri \| \| \| \| \| \| Diploaspis casteri \| \| \| \| |
|  |                                                                            |
|  | Diploaspis muelleri                                                        |
|  |                                                                            |
|  | Diploaspis casteri                                                         |
|  |                                                                            |

|  | Diploaspis muelleri |
|  |                     |
|  | Diploaspis casteri  |
|  |                     |

|  | Octoberaspis ushakovi |
|  |                       |
|  | Heteroaspis stoermeri |
|  |                       |

|  | Diploaspis praecursor                                                      |
|  |                                                                            |
|  | \| \| Diploaspis muelleri \| \| \| \| \| \| Diploaspis casteri \| \| \| \| |
|  |                                                                            |
|  | Diploaspis muelleri                                                        |
|  |                                                                            |
|  | Diploaspis casteri                                                         |
|  |                                                                            |

|  | Diploaspis muelleri |
|  |                     |
|  | Diploaspis casteri  |
|  |                     |

|  | Octoberaspis ushakovi |
|  |                       |
|  | Heteroaspis stoermeri |
|  |                       |

|  | Diploaspis praecursor                                                      |
|  |                                                                            |
|  | \| \| Diploaspis muelleri \| \| \| \| \| \| Diploaspis casteri \| \| \| \| |
|  |                                                                            |
|  | Diploaspis muelleri                                                        |
|  |                                                                            |
|  | Diploaspis casteri                                                         |
|  |                                                                            |

|  | Diploaspis muelleri |
|  |                     |
|  | Diploaspis casteri  |
|  |                     |

|  | Octoberaspis ushakovi |
|  |                       |
|  | Heteroaspis stoermeri |
|  |                       |

|  | Diploaspis praecursor                                                      |
|  |                                                                            |
|  | \| \| Diploaspis muelleri \| \| \| \| \| \| Diploaspis casteri \| \| \| \| |
|  |                                                                            |
|  | Diploaspis muelleri                                                        |
|  |                                                                            |
|  | Diploaspis casteri                                                         |
|  |                                                                            |

|  | Diploaspis muelleri |
|  |                     |
|  | Diploaspis casteri  |
|  |                     |

|  | Octoberaspis ushakovi |
|  |                       |
|  | Heteroaspis stoermeri |
|  |                       |

|  | Diploaspis praecursor                                                      |
|  |                                                                            |
|  | \| \| Diploaspis muelleri \| \| \| \| \| \| Diploaspis casteri \| \| \| \| |
|  |                                                                            |
|  | Diploaspis muelleri                                                        |
|  |                                                                            |
|  | Diploaspis casteri                                                         |
|  |                                                                            |

|  | Diploaspis muelleri |
|  |                     |
|  | Diploaspis casteri  |
|  |                     |

|  | Octoberaspis ushakovi |
|  |                       |
|  | Heteroaspis stoermeri |
|  |                       |

|  | Diploaspis praecursor                                                      |
|  |                                                                            |
|  | \| \| Diploaspis muelleri \| \| \| \| \| \| Diploaspis casteri \| \| \| \| |
|  |                                                                            |
|  | Diploaspis muelleri                                                        |
|  |                                                                            |
|  | Diploaspis casteri                                                         |
|  |                                                                            |

|  | Diploaspis muelleri |
|  |                     |
|  | Diploaspis casteri  |
|  |                     |

|  | Octoberaspis ushakovi |
|  |                       |
|  | Heteroaspis stoermeri |
|  |                       |

|  | Diploaspis praecursor                                                      |
|  |                                                                            |
|  | \| \| Diploaspis muelleri \| \| \| \| \| \| Diploaspis casteri \| \| \| \| |
|  |                                                                            |
|  | Diploaspis muelleri                                                        |
|  |                                                                            |
|  | Diploaspis casteri                                                         |
|  |                                                                            |

|  | Diploaspis muelleri |
|  |                     |
|  | Diploaspis casteri  |
|  |                     |

|  | Octoberaspis ushakovi |
|  |                       |
|  | Heteroaspis stoermeri |
|  |                       |

|  | Diploaspis praecursor                                                      |
|  |                                                                            |
|  | \| \| Diploaspis muelleri \| \| \| \| \| \| Diploaspis casteri \| \| \| \| |
|  |                                                                            |
|  | Diploaspis muelleri                                                        |
|  |                                                                            |
|  | Diploaspis casteri                                                         |
|  |                                                                            |

|  | Diploaspis muelleri |
|  |                     |
|  | Diploaspis casteri  |
|  |                     |

|  | Octoberaspis ushakovi |
|  |                       |
|  | Heteroaspis stoermeri |
|  |                       |

|  | Diploaspis praecursor                                                      |
|  |                                                                            |
|  | \| \| Diploaspis muelleri \| \| \| \| \| \| Diploaspis casteri \| \| \| \| |
|  |                                                                            |
|  | Diploaspis muelleri                                                        |
|  |                                                                            |
|  | Diploaspis casteri                                                         |
|  |                                                                            |

|  | Diploaspis muelleri |
|  |                     |
|  | Diploaspis casteri  |
|  |                     |

|  | Octoberaspis ushakovi |
|  |                       |
|  | Heteroaspis stoermeri |
|  |                       |

|  | Diploaspis praecursor                                                      |
|  |                                                                            |
|  | \| \| Diploaspis muelleri \| \| \| \| \| \| Diploaspis casteri \| \| \| \| |
|  |                                                                            |
|  | Diploaspis muelleri                                                        |
|  |                                                                            |
|  | Diploaspis casteri                                                         |
|  |                                                                            |

|  | Diploaspis muelleri |
|  |                     |
|  | Diploaspis casteri  |
|  |                     |

|  | Octoberaspis ushakovi |
|  |                       |
|  | Heteroaspis stoermeri |
|  |                       |

|  | Diploaspis praecursor                                                      |
|  |                                                                            |
|  | \| \| Diploaspis muelleri \| \| \| \| \| \| Diploaspis casteri \| \| \| \| |
|  |                                                                            |
|  | Diploaspis muelleri                                                        |
|  |                                                                            |
|  | Diploaspis casteri                                                         |
|  |                                                                            |

|  | Diploaspis muelleri |
|  |                     |
|  | Diploaspis casteri  |
|  |                     |

## Paleoecologia
Fósseis de Dvulikiaspis foram descobertos em depósitos do início do Devoniano (Lochkoviano) de Taymyria, na Sibéria, Rússia. D. menneri foi encontrado junto com espécimes de Heteroaspis stoermeri e Skrytyaspis andersoni, além do possível Borchgrevinkium taimyrensis e espécies indeterminadas de euriptéridos como Acutiramus. A litologia (características físicas das rochas) do local próximo ao rio Imangda é caracterizada pela presença de gipsita, dolomita e marga cinza-escura. Os fósseis foram coletados 60 metros abaixo da fronteira entre o Devoniano Inferior e Médio. A litologia da formação Zub Superior-formação Kureika Inferior não era muito diferente, também contendo margem com dolomita e gipsita. Os restos de membros da ordem Chasmataspidida foram coletados entre 307 m e 308 m. Neste local, D. menneri foi encontrado com fósseis de S. andersoni e os euriptéridos Pterygotus e Parahughmilleria hefteri.